# Campionato FIA di Formula 2 2022
La stagione 2022 del Campionato FIA di Formula 2 è stata la 18ª nella storia della categoria, la sesta con la nuova denominazione che ha sostituito la precedente GP2 Series. È iniziata il 19 marzo con un weekend di due gare a Sakhir, in Bahrein e terminata ad Abu Dhabi il 20 novembre.

## La pre-stagione

### Calendario
Il 15 ottobre 2021 viene annunciato il calendario ufficiale con 14 round per un totale di 28 gare, un record per la categoria. Come conseguenza dell'invasione russa dell'Ucraina la FIA decide di cancellare il round di Soči, sostituendolo con una tappa al Circuito Paul Ricard.
| Gara | Gara | Circuito                      | Giri | Lunghezza                  | Data         | Ora   | CET   | Supporto                             |
| ---- | ---- | ----------------------------- | ---- | -------------------------- | ------------ | ----- | ----- | ------------------------------------ |
| 1    | G1   | Bahrain International Circuit | 23   | 23 x 5,412 km = 124,476 km | 19 marzo     | 19:00 | 17:40 | Gran Premio del Bahrein 2022         |
| 1    | G2   | Bahrain International Circuit | 32   | 32 x 5,412 km = 173,184 km | 20 marzo     | 13:40 | 11:40 | Gran Premio del Bahrein 2022         |
| 2    | G1   | Circuito di Gedda             | 20   | 20 x 6,174 km = 123,480 km | 26 marzo     | 15:30 | 13:30 | Gran Premio d'Arabia Saudita 2022    |
| 2    | G2   | Circuito di Gedda             | 28   | 28 x 6,174 km = 172,872 km | 27 marzo     | 17:55 | 15:55 | Gran Premio d'Arabia Saudita 2022    |
| 3    | G1   | Autodromo Enzo e Dino Ferrari | 25   | 25 x 4,909 km = 122,725 km | 23 aprile    | 17:55 | 17:55 | Gran Premio dell'Emilia-Romagna 2022 |
| 3    | G2   | Autodromo Enzo e Dino Ferrari | 35   | 35 x 4,909 km = 171,815 km | 24 aprile    | 10:20 | 10:20 | Gran Premio dell'Emilia-Romagna 2022 |
| 4    | G1   | Circuito di Catalogna         | 26   | 26 x 4,675 km = 121,550 km | 21 maggio    | 17:40 | 17:40 | Gran Premio di Spagna 2022           |
| 4    | G2   | Circuito di Catalogna         | 37   | 37 x 4,675 km = 172,975 km | 22 maggio    | 11:35 | 11:35 | Gran Premio di Spagna 2022           |
| 5    | G1   | Circuito di Monte Carlo       | 30   | 30 x 3,337 km = 100,110 km | 28 maggio    | 17:40 | 17:40 | Gran Premio di Monaco 2022           |
| 5    | G2   | Circuito di Monte Carlo       | 42   | 42 x 3,337 km = 140,154 km | 29 maggio    | 09:35 | 09:35 | Gran Premio di Monaco 2022           |
| 6    | G1   | Circuito di Baku              | 21   | 21 x 6,003 km = 126,063 km | 11 giugno    | 13:30 | 11:30 | Gran Premio d'Azerbaigian 2022       |
| 6    | G2   | Circuito di Baku              | 29   | 29 x 6,003 km = 174,087 km | 12 giugno    | 11:05 | 09:05 | Gran Premio d'Azerbaigian 2022       |
| 7    | G1   | Circuito di Silverstone       | 21   | 21 x 5,891 km = 123,711 km | 2 luglio     | 17:00 | 18:00 | Gran Premio di Gran Bretagna 2022    |
| 7    | G2   | Circuito di Silverstone       | 29   | 29 x 5,891 km = 170,839 km | 3 luglio     | 10:05 | 11:05 | Gran Premio di Gran Bretagna 2022    |
| 8    | G1   | Red Bull Ring                 | 28   | 28 x 4,318 km = 120,904 km | 9 luglio     | 17:55 | 17:55 | Gran Premio d'Austria 2022           |
| 8    | G2   | Red Bull Ring                 | 40   | 40 x 4,318 km = 172,720 km | 10 luglio    | 10:05 | 10:05 | Gran Premio d'Austria 2022           |
| 9    | G1   | Circuito Paul Ricard          | 21   | 21 x 5,842 km = 122,682 km | 23 luglio    | 18:00 | 18:00 | Gran Premio di Francia 2022          |
| 9    | G2   | Circuito Paul Ricard          | 30   | 30 x 5,842 km = 175,260 km | 24 luglio    | 09:45 | 09:45 | Gran Premio di Francia 2022          |
| 10   | G1   | Hungaroring                   | 28   | 28 x 4,381 km = 122,668 km | 30 luglio    | 18:00 | 18:00 | Gran Premio d'Ungheria 2022          |
| 10   | G2   | Hungaroring                   | 37   | 37 x 4,381 km = 162,097 km | 31 luglio    | 11:35 | 11:35 | Gran Premio d'Ungheria 2022          |
| 11   | G1   | Circuito di Spa-Francorchamps | 18   | 18 x 7,004 km = 126,072 km | 27 agosto    | 18:00 | 18:00 | Gran Premio del Belgio 2022          |
| 11   | G2   | Circuito di Spa-Francorchamps | 25   | 25 x 7,004 km = 175,100 km | 28 agosto    | 10:20 | 10:20 | Gran Premio del Belgio 2022          |
| 12   | G1   | Circuito di Zandvoort         | 29   | 29 x 4,259 km = 123,511 km | 3 settembre  | 17:00 | 17:00 | Gran Premio d'Olanda 2022            |
| 12   | G2   | Circuito di Zandvoort         | 40   | 40 x 4,259 km = 170,360 km | 4 settembre  | 10:20 | 10:20 | Gran Premio d'Olanda 2022            |
| 13   | G1   | Autodromo nazionale di Monza  | 21   | 21 x 5,793 km = 121,653 km | 10 settembre | 18:00 | 18:00 | Gran Premio d'Italia 2022            |
| 13   | G2   | Autodromo nazionale di Monza  | 30   | 30 x 5,793 km = 173,790 km | 11 settembre | 10:05 | 10:05 | Gran Premio d'Italia 2022            |
| 14   | G1   | Circuito di Yas Marina        | 23   | 23 x 5,281 km = 121,463 km | 19 novembre  | 16:20 | 13:20 | Gran Premio di Abu Dhabi 2022        |
| 14   | G2   | Circuito di Yas Marina        | 33   | 33 x 5,281 km = 174,273 km | 20 novembre  | 13:00 | 10:00 | Gran Premio di Abu Dhabi 2022        |

### Test
I test pre-stagionali della Formula 2 sono stati effettuati in Bahrain, dal 2 al 4 marzo in concomitanza con i test della Formula 3. Altri test sono in programma dopo la prima gara stagionale, dal 12 al 14 aprile a Barcellona.
| Circuito   | Data                 | Pilota più veloce                | Team                             | Tempo                            | Giri                             | Team e Piloti |
| 2021       | 2021                 | 2021                             | 2021                             | 2021                             | 2021                             |               |
| ---------- | -------------------- | -------------------------------- | -------------------------------- | -------------------------------- | -------------------------------- | ------------- |
| Yas Marina | 16 dicembre          | Jehan Daruvala                   | Prema                            | 1'35"435                         | 71                               | Partecipanti  |
| Yas Marina | 17 dicembre          | Felipe Drugovich                 | MP Motorsport                    | 1'35"614                         | 84                               | Partecipanti  |
| Yas Marina | 18 dicembre          | Jack Doohan                      | UNI-Virtuosi                     | 1'36"110                         | 114                              | Partecipanti  |
| 2022       |                      |                                  |                                  |                                  |                                  |               |
| Bahrain    | 2 marzo (1º turno)   | Liam Lawson                      | Carlin                           | 1'44"522                         | 22                               | Partecipanti  |
| Bahrain    | 2 marzo (2º turno)   | Jehan Daruvala                   | Prema                            | 1'42"074                         | 25                               | Partecipanti  |
| Bahrain    | 3 marzo (1º turno)   | Jüri Vips                        | Hitech GP                        | 1'46"705                         | 23                               | Partecipanti  |
| Bahrain    | 3 marzo (2º turno)   | Liam Lawson                      | Carlin                           | 1'42"107                         | 20                               | Partecipanti  |
| Bahrain    | 4 marzo (1º turno)   | Felipe Drugovich                 | MP Motorsport                    | 1'44"911                         | 24                               | Partecipanti  |
| Bahrain    | 4 marzo (2º turno)   | Annullata per tempesta di sabbia | Annullata per tempesta di sabbia | Annullata per tempesta di sabbia | Annullata per tempesta di sabbia | Partecipanti  |
| Barcellona | 12 aprile (1º turno) | Felipe Drugovich                 | MP Motorsport                    | 1'29"755                         | 20                               |               |
| Barcellona | 12 aprile (2º turno) | Ralph Boschung                   | Campos                           | 1'27"929                         | 55                               |               |
| Barcellona | 13 aprile (1º turno) | Roy Nissany                      | DAMS                             | 1'28"812                         | 37                               |               |
| Barcellona | 13 aprile (2º turno) | Marcus Armstrong                 | Hitech Grand Prix                | 1'29"752                         | 27                               |               |
| Barcellona | 14 aprile (1º turno) | Felipe Drugovich                 | MP Motorsport                    | 1'27"529                         | 29                               |               |
| Barcellona | 14 aprile (2º turno) | Jüri Vips                        | Hitech GP                        | 1'29"288                         | 36                               |               |

## Piloti e squadre

### Scuderie
Per la stagione 2022 il team tedesco HWA Racelab viene sostituito dal team olandese Van Amersfoort Racing. Gli altri dieci team presenti nella stagione 2021 vengono confermati.

### Piloti
Zhou Guanyu è l'unico pilota della passata stagione di F2 ad essere promosso nella massima serie, la Formula 1, il pilota cinese viene ingaggiato dal team Alfa Romeo F1 Team. Oltre al campione della passata stagione, Oscar Piastri che per regolamento non può più correre in Formula 2, altri piloti decidono di cambiare categoria: Christian Lundgaard passa alla IndyCar Series con il team Letterman Lanigan Racing, Dan Ticktum entra in Formula E con il team cinese NIO Formula E, mentre Robert Švarcman decide di lasciare la serie senza avere piani per il futuro. 
Il 3 novembre del 2021 viene annunciato il primo pilota della stagione 2022, Clément Novalak, che si accorda con la MP Motorsport, team con cui ha già corso gli ultimi due round della stagione precedente. Nello stesso mese il team Campos Racing conferma Ralph Boschung, per il pilota svizzero è la sesta stagione in Formula 2. 
Nel dicembre il team Virtuosi annuncia la sua nuova coppia di piloti, Jack Doohan e Marino Sato. L'australiano fa il salto di categoria dopo essersi classificato secondo nella stagione 2021 della Formula 3, mentre il nipponico ha già corso nella categoria con il team Trident Motorsport. Il team Carlin Racing annuncia il suo primo pilota, l'americano Logan Sargeant, membro della Williams Driver Academy. 
Il 14 dicembre il team francese DAMS conferma Roy Nissany anche per il 2022, per il pilota israeliano è la quarta stagione nella categoria, mentre Felipe Drugovich ritorna con il team che lo ha fatto esordire nel 2020, MP Motorsport, opportunità di rilancio dopo la deludente esperienza con UNI-Virtuosi.
Il 10 gennaio il team ART Grand Prix conferma per la seconda stagione Théo Pourchaire, pilota della Sauber Junior Team. Due giorni dopo il team Charouz Racing System ufficializza l'ingaggio di Cem Bölükbaşı, il pilota turco nel 2021 è arrivato quinto nel campionato Euroformula Open, mentre il team Trident sceglie il debuttante Calan Williams.
Il 14 di gennaio vengono annunciati i piloti del Red Bull Junior Team: Jehan Daruvala e Dennis Hauger vengono ingaggiati della Prema Racing, Jüri Vips viene confermato dal team Hitech Grand Prix, Liam Lawson, dopo una stagione con il team Hitech ed il secondo posto nel DTM, passa al team Carlin, mentre Ayumu Iwasa debutta in F2 con il team DAMS.
Il 17 gennaio il nuovo team, Van Amersfoort Racing annuncia il suo primo pilota, Jake Hughes, pilota che ha corso in modo sporadico nella stagione precedente con il team HWA Racelab, due giorni dopo il team olandese conferma l'esordiente Amaury Cordeel come suo secondo pilota. Mentre il 19 gennaio Marcus Armstrong passa al team Hitech Grand Prix, nel 2021 correva per la DAMS.
Il 21 gennaio ART Grand Prix completa la sua line-up con il pilota della Mercedes Junior Team Frederik Vesti. Il 14 febbraio il team Campos conferma Olli Caldwell, che con il team spagnolo ha corso gli ultimi due round della stagione precedente.
Il 16 febbraio il team Charouz completa la sua formazione confermando Enzo Fittipaldi per la stagione 2022. Il 22 febbraio viene completata la formazione della serie con l'annuncio di Richard Verschoor per il team Trident

#### Cambio piloti
Per il round d'Imola il team Charouz Racing System sostituisce l'infortunato Cem Bölükbaşı con David Beckmann, pilota di riserva del team Avalanche Andretti di Formula E.
Amaury Cordeel ha accumulato già 12 punti di penalità sulla patente, per questo il pilota della Van Amersfoort Racing è costretto a saltare il round di Silverstone, il pilota belga viene sostituito da David Beckmann che ritorna nella serie dopo aver corso nel round di Imola.
Visti i problemi al collo, il team Campos sostituisce Ralph Boschung con l'ex pilota di Formula 1, Roberto Merhi per il round di Spielberg. Jake Hughes è costretto a saltare il nono e decimo round della stagione a causa del COVID-19, il team Van Amersfoort Racing chiama di nuovo David Beckmann, in seguito il team olandese decide di tenere Beckmann per tutto il resto della stagione. 
Olli Caldwell, pilota della Campos, è costretto a saltare le due gare di Spa-Francorchamps visto che ha accumulato 12 punti di penalità sulla patente, il britannico viene sostituito da Lirim Zendeli. Sempre a Spa il team Charouz Racing System sostituisce Cem Bölükbaşı con Tatiana Calderón, per la colombiana è un ritorno nella serie, aveva corso con il team BWT Arden nel 2019. 
Roy Nissany viene squalificato per il round di Monza, anche lui come in precedenza Cordeel e Caldwell ha raggiunto i 12 punti di penalità sulla patente, l'israeliano viene sostituito da Luca Ghiotto.
Calan Williams si divide da Trident prima del ultimo round stagionale di Yas Marina. Come sostituto viene scelto Zane Maloney, pilota del team italiano nella Formula 3 che ha concluso secondo nel campionato. Per l'ultimo round della stagione avviene un altro cambio, il team Van Amersfoort Racing sostituisce David Beckmann con Juan Manuel Correa. Per Correa è un ritorno nella serie dopo che ha dovuto interrompere nel 2019 per via di un grave incidente a Spa-Francorchamps.

### Tabella riassuntiva
| Team                  | Nº | Pilota             | Weekend di gare | Stato |
| --------------------- | -- | ------------------ | --------------- | ----- |
| Prema Racing          | 1  | Dennis Hauger      | Tutti           | R     |
| Prema Racing          | 2  | Jehan Daruvala     | Tutti           |       |
| Virtuosi Racing       | 3  | Jack Doohan        | Tutti           | R     |
| Virtuosi Racing       | 4  | Marino Sato        | Tutti           |       |
| Carlin                | 5  | Liam Lawson        | Tutti           |       |
| Carlin                | 6  | Logan Sargeant     | Tutti           | R     |
| Hitech Grand Prix     | 7  | Marcus Armstrong   | Tutti           |       |
| Hitech Grand Prix     | 8  | Jüri Vips          | Tutti           |       |
| ART Grand Prix        | 9  | Frederik Vesti     | Tutti           | R     |
| ART Grand Prix        | 10 | Théo Pourchaire    | Tutti           |       |
| MP Motorsport         | 11 | Felipe Drugovich   | Tutti           |       |
| MP Motorsport         | 12 | Clément Novalak    | Tutti           | R     |
| Campos                | 14 | Olli Caldwell      | 1-10, 12-14     | R     |
| Campos                | 14 | Lirim Zendeli      | 11              |       |
| Campos                | 15 | Ralph Boschung     | 1-7, 11-14      |       |
| Campos                | 15 | Roberto Merhi      | 8-10            |       |
| DAMS                  | 16 | Roy Nissany        | 1-12, 14        |       |
| DAMS                  | 16 | Luca Ghiotto       | 13              |       |
| DAMS                  | 17 | Ayumu Iwasa        | Tutti           | R     |
| Trident               | 20 | Richard Verschoor  | Tutti           |       |
| Trident               | 21 | Calan Williams     | 1-13            | R     |
| Trident               | 21 | Zane Maloney       | 14              | R     |
| Charouz Racing System | 22 | Enzo Fittipaldi    | Tutti           |       |
| Charouz Racing System | 23 | Cem Bölükbaşı      | 1-2, 4-10       | R     |
| Charouz Racing System | 23 | David Beckmann     | 3               |       |
| Charouz Racing System | 23 | Tatiana Calderón   | 11-14           |       |
| Van Amersfoort Racing | 24 | Jake Hughes        | 1-8             |       |
| Van Amersfoort Racing | 24 | David Beckmann     | 9-13            |       |
| Van Amersfoort Racing | 24 | Juan Manuel Correa | 14              |       |
| Van Amersfoort Racing | 25 | Amaury Cordeel     | 1-6, 8-14       | R     |
| Van Amersfoort Racing | 25 | David Beckmann     | 7               |       |

## Regolamento
Per la stagione 2022 si decide di tornare al vecchio format, utilizzato fino al 2020, quindi 2 gare per weekend, seguendo anche la Formula 3 (anch'essa subisce la stessa modifica). Viene modificata anche l'assegnazione dei punti durante il weekend: mentre per la Feature Race il punteggio rimane come quello della Formula 1, per la Sprint Race si cambia, con il pilota al primo posto che guadagna 10 punti, 8 per il secondo, 6 per il terzo, 5 per il quarto fino ad arrivare a 1 per l'ottavo; per la pole position saranno 2 punti e non più 4 e per il giro più veloce in gara sarà 1 punto e non più 2.
Sistema di punteggio Gara 1 (Sprint Race)
| Posizione | 1ª | 2ª | 3ª | 4ª | 5ª | 6ª | 7ª | 8ª | Giro veloce |
| Punti     | 10 | 8  | 6  | 5  | 4  | 3  | 2  | 1  | 1           |

Sistema di punteggio Gara 2 (Feature Race)
| Posizione | 1ª | 2ª | 3ª | 4ª | 5ª | 6ª | 7ª | 8ª | 9ª | 10ª | Pole | Giro veloce |
| Punti     | 25 | 18 | 15 | 12 | 10 | 8  | 6  | 4  | 2  | 1   | 2    | 1           |

## Classifiche

### Riassunto della stagione
| Gara | Gara | Circuito                      | Tempo        | Velocità media | Pole position    | Giro veloce       | Pilota vincitore  | Team vincitore | Note          | Resoconto |
| ---- | ---- | ----------------------------- | ------------ | -------------- | ---------------- | ----------------- | ----------------- | -------------- | ------------- | --------- |
| 1    | G1   | Bahrain International Circuit | 43'34"983    | 171,025 km/h   |                  | Amaury Cordeel    | Richard Verschoor | Trident        | [ 59 ]        | Resoconto |
| 1    | G2   | Bahrain International Circuit | 1h01'54"454  | 162,363 km/h   | Jack Doohan      | Jüri Vips         | Théo Pourchaire   | ART GP         | [ 61 ] [ 62 ] | Resoconto |
| 2    | G1   | Circuito di Jeddah            | 47'55"487    | 154,279 km/h   |                  | Jüri Vips         | Liam Lawson       | Carlin         | [ 63 ]        | Resoconto |
| 2    | G2   | Circuito di Jeddah            | 47’41” 485   | 209,406 km/h   | Felipe Drugovich | Jack Doohan       | Felipe Drugovich  | MP Motorsport  | [ 65 ] [ 66 ] | Resoconto |
| 3    | G1   | Autodromo Enzo e Dino Ferrari | 40'50"545    | 179,970 km/h   |                  | Jüri Vips         | Marcus Armstrong  | Hitech GP      | [ 67 ]        | Resoconto |
| 3    | G2   | Autodromo Enzo e Dino Ferrari | 1h01'56"611  | 166,213 km/h   | Jüri Vips        | Jehan Daruvala    | Théo Pourchaire   | ART GP         | [ 68 ] [ 69 ] | Resoconto |
| 4    | G1   | Circuito di Catalogna         | 44’12” 635   | 164,789 km/h   |                  | Felipe Drugovich  | Felipe Drugovich  | MP Motorsport  | [ 70 ]        | Resoconto |
| 4    | G2   | Circuito di Catalogna         | 1h02’14” 874 | 166,607 km/h   | Jack Doohan      | Jack Doohan       | Felipe Drugovich  | MP Motorsport  | [ 71 ]        | Resoconto |
| 5    | G1   | Circuito di Monte Carlo       | 44'28"491    | 135,056 km/h   |                  | Jack Doohan       | Dennis Hauger     | Prema          | [ 72 ]        | Resoconto |
| 5    | G2   | Circuito di Monte Carlo       | 1h02'35"675  | 134,344 km/h   | Felipe Drugovich | Richard Verschoor | Felipe Drugovich  | MP Motorsport  | [ 74 ]        | Resoconto |
| 6    | G1   | Circuito di Baku              | 48’36” 014   | 155,504 km/h   |                  | Dennis Hauger     | Frederik Vesti    | ART GP         | [ 75 ]        | Resoconto |
| 6    | G2   | Circuito di Baku              | 1h03'29"334  | 147,402 km/h   | Jüri Vips        | Jüri Vips         | Dennis Hauger     | Prema          | [ 77 ]        | Resoconto |
| 7    | G1   | Circuito di Silverstone       | 40'42"488    | 173,458 km/h   |                  | Ayumu Iwasa       | Jack Doohan       | Virtuosi       | [ 79 ]        | Resoconto |
| 7    | G2   | Circuito di Silverstone       | 53'50"586    | 190,224 km/h   | Logan Sargeant   | David Beckmann    | Logan Sargeant    | Carlin         | [ 80 ]        | Resoconto |
| 8    | G1   | Red Bull Ring                 | 36'38"856    | 197,739 km/h   |                  | Felipe Drugovich  | Marcus Armstrong  | Hitech GP      | [ 81 ]        | Resoconto |
| 8    | G2   | Red Bull Ring                 | 55'30"399    | 186,565 km/h   | Frederik Vesti   | Jack Doohan       | Logan Sargeant    | Carlin         | [ 82 ]        | Resoconto |
| 9    | G1   | Circuito Paul Ricard          | 41'22"995    | 177,964 km/h   |                  | Liam Lawson       | Liam Lawson       | Carlin         | [ 83 ]        | Resoconto |
| 9    | G2   | Circuito Paul Ricard          | 57'54"568    | 181,653 km/h   | Logan Sargeant   | Felipe Drugovich  | Ayumu Iwasa       | DAMS           | [ 84 ]        | Resoconto |
| 10   | G1   | Hungaroring                   | 45’42”642    | 160,961 km/h   |                  | Richard Verschoor | Jack Doohan       | Virtuosi       | [ 85 ]        | Resoconto |
| 10   | G2   | Hungaroring                   | 58’56”681    | 164,958 km/h   | Ayumu Iwasa      | Dennis Hauger     | Théo Pourchaire   | ART GP         | [ 86 ]        | Resoconto |
| 11   | G1   | Circuito di Spa-Francorchamps | 40’22”343    | 187,179 km/h   |                  | Liam Lawson       | Liam Lawson       | Carlin         | [ 87 ]        | Resoconto |
| 11   | G2   | Circuito di Spa-Francorchamps | 52’16”133    | 200,856 km/h   | Felipe Drugovich | Jehan Daruvala    | Jack Doohan       | Virtuosi       | [ 88 ]        | Resoconto |
| 12   | G1   | Circuito di Zandvoort         | 43'42"549    | 169,461 km/h   |                  | Felipe Drugovich  | Marcus Armstrong  | Hitech GP      | [ 89 ]        | Resoconto |
| 12   | G2   | Circuito di Zandvoort         | 1h25’22”484  | 113,697 km/h   | Felipe Drugovich | Frederik Vesti    | Felipe Drugovich  | MP Motorsport  | [ 91 ]        | Resoconto |
| 13   | G1   | Autodromo nazionale di Monza  | 35’29”646    | 205,122 km/h   |                  | Dennis Hauger     | Jüri Vips         | Hitech GP      | [ 92 ]        | Resoconto |
| 13   | G2   | Autodromo nazionale di Monza  | 1h06’39”136  | 156,164 km/h   | Jack Doohan      | Richard Verschoor | Jehan Daruvala    | Prema          | [ 93 ]        | Resoconto |
| 14   | G1   | Circuito di Yas Marina        | 1h11’53”868  | 101,268 km/h   |                  | Liam Lawson       | Liam Lawson       | Carlin         | [ 95 ]        | Resoconto |
| 14   | G2   | Circuito di Yas Marina        | 57’02”908    | 183,168 km/h   | Ayumu Iwasa      | Clément Novalak   | Ayumu Iwasa       | DAMS           | [ 96 ]        | Resoconto |

### Classifica piloti
| Pos. | Pilota                  | SAK             | SAK                 | JED          | JED         | IMO                                             | IMO | CAT | CAT | MON | MON | BAK | BAK | SIL | SIL | RBR | RBR | PAU | PAU | HUN | HUN | SPA | SPA | ZAN | ZAN | MNZ | MNZ | YAS | YAS | Punti |
| --- | ----------------------- | --------------- | ------------------- | ------------ | ----------- | ----------------------------------------------- | --- | --- | --- | --- | --- | --- | --- | --- | --- | --- | --- | --- | --- | --- | --- | --- | --- | --- | --- | --- | --- | --- | --- | ----- |
| 1 | Felipe Drugovich        | 5               | 6                   | 3            | 1           | 5                                               | 10  | 1   | 1   | Rit | 1   | 5   | 3   | 5   | 4   | 4   | 13  | 3   | 4   | 4   | 9   | 4   | 2   | 10  | 1   | Rit | 6   | 3   | 2   | 265   |
| 2 | Théo Pourchaire         | Rit             | 1                   | 13           | Rit         | 7                                               | 1   | 5   | 8   | 6   | 2   | 7   | 11  | 4   | 2   | 2   | 14  | 7   | 2   | 9   | 1   | 6   | Rit | 20  | 9   | 17  | Rit | 9   | Rit | 164   |
| 3 | Liam Lawson             | 3               | 2                   | 1            | Rit         | 8                                               | Rit | 9   | 9   | 8   | Rit | 3   | 15  | 20  | 3   | Rit | 10  | 1   | 6   | 6   | 7   | 1   | 3   | 4   | 12  | 5   | 13  | 1   | 3   | 149   |
| 4 | Logan Sargeant R        | 6               | 7                   | Rit          | 12          | 6                                               | 7   | 3   | 4   | 10  | 9   | 6   | 2   | 7   | 1   | 7   | 1   | 8   | Rit | Rit | 10  | Rit | 5   | 8   | Rit | 4   | Rit | 6   | 5   | 148   |
| 5 | Ayumu Iwasa R           | 8               | 16                  | 6            | 7           | 9                                               | 5   | 2   | 12  | 19  | 17  | 8   | 14  | 2   | 12  | 8   | 7   | 6   | 1   | 8   | 3   | 9   | 7   | 6   | 3   | 16  | SQ  | 13  | 1   | 141   |
| 6 | Jack Doohan R           | 10              | 10                  | Rit          | 9           | 11                                              | Rit | 6   | 2   | 7   | 4   | 11  | 13  | 1   | 9   | 3   | 19  | 4   | 5   | 1   | Rit | 2   | 1   | 9   | Rit | 6   | Rit | 7   | Rit | 128   |
| 7 | Jehan Daruvala          | 2               | 12                  | 7            | 3           | 2                                               | 9   | 4   | Rit | 2   | 8   | 2   | 4   | 8   | 7   | 11  | 12  | 2   | 7   | 18  | 11  | NP  | 20  | 16  | 10  | 3   | 1   | Rit | 13  | 126   |
| 8 | Enzo Fittipaldi         | 11              | 13                  | 10           | 11          | 19                                              | 2   | 8   | 6   | 4   | 5   | Rit | 6   | 3   | 11  | 9   | 2   | Rit | 10  | 3   | 2   | 13  | 10  | 13  | 5   | 12  | 3   | Rit | 14  | 126   |
| 9 | Frederik Vesti R        | 13              | Rit                 | 12           | 18†         | 10                                              | 6   | 7   | 3   | 11  | 14  | 1   | 7   | 6   | 5   | 12  | 14  | 5   | 3   | 5   | 4   | 15  | 11  | 11  | 15  | 2   | 2   | 11  | 11  | 117   |
| 10 | Dennis Hauger R         | 9               | 19†                 | 16           | 6           | 3                                               | Rit | 12  | 13  | 1   | 7   | Rit | 1   | 15  | Rit | 9   | 4   | 12  | 16  | Rit | 19  | 10  | 12  | 3   | 4   | 9   | 4   | 4   | 4   | 116   |
| 11 | Jüri Vips               | 7               | 3                   | 2            | 10          | 15                                              | Rit | Rit | 17  | 5   | 3   | 12  | Rit | 12  | 6   | 5   | 8   | 11  | 12  | 2   | 5   | 14  | 8   | 5   | 7   | 1   | 10  | 12  | 8   | 114   |
| 12 | Richard Verschoor       | 1               | Rit                 | 5            | 2           | 13                                              | 17  | 11  | 18  | 13  | 12  | 20† | 5   | 10  | 14  | 6   | SQ  | NC  | 17  | 16  | 8   | 5   | 4   | 7   | 2   | 8   | 9   | 2   | 7   | 103   |
| 13 | Marcus Armstrong        | Rit             | 5                   | Rit          | 5           | 1                                               | 16  | 10  | 7   | 3   | 6   | 4   | 12  | 9   | 8   | 1   | Rit | 14  | Rit | 7   | 6   | 7   | 13  | 1   | 14  | 10  | 12  | 10  | 9   | 93    |
| 14 | Clément Novalak R       | 18              | Rit                 | 11           | 14          | 12                                              | 4   | 14  | 5   | Rit | Rit | 14  | Rit | 13  | 13  | 15  | 17  | 17  | 8   | 20  | 12  | 17  | 9   | 2   | Rit | Rit | 8   | 14  | 12  | 40    |
| 15 | Ralph Boschung          | 4               | 4                   | 15           | 15          | Rit                                             | 3   | NP  | NP  | NP  | NP  | 15† | 9   | NP  | NP  |     |     |     |     |     |     | 3   | 14  | 17  | 17  | Rit | Rit | 17  | Rit | 40    |
| 16 | Jake Hughes             | Rit             | 9                   | SQ           | 4           | 18                                              | 12  | Rit | 16  | 18  | 13  | 9   | 10  | 11  | 10  | 17  | 5   |     |     |     |     |     |     |     |     |     |     |     |     | 26    |
| 17 | Amaury Cordeel R        | 17              | 15                  | Rit          | NP          | NP                                              | 15  | 19  | 15  | 17  | Rit | 13  | Rit |     |     | 16  | 20  | Rit | 15  | 13  | 18  | 18  | 17  | 12  | 6   | 15  | 7   | 5   | 6   | 26    |
| 18 | David Beckmann          |                 |                     |              |             | Rit                                             | 8   |     |     |     |     |     |     | 16  | 19  |     |     | 10  | 14  | 12  | 14  | 8   | 6   | 14  | 13  | 7   | 5   |     |     | 25    |
| 19 | Roy Nissany             | 12              | 8                   | 9            | 8           | 4                                               | Rit | 15  | 10  | 9   | Rit | 10  | Rit | 14  | Rit | 13  | 9   | 16  | 9   | 19  | 16  | 11  | 19  | 15  | 16  |     |     | 8   | 10  | 20    |
| 20 | Roberto Merhi           |                 |                     |              |             |                                                 |     |     |     |     |     |     |     |     |     | 19  | 3   | Rit | Rit | 14  | 21  |     |     |     |     |     |     |     |     | 15    |
| 21 | Olli Caldwell R         | 19†             | 17                  | 14           | 16          | 16                                              | 13  | 13  | 14  | 16  | 15  | 19  | Rit | 18  | 17  | 18  | 6   | 18  | 13  | 10  | 20  |     |     | Rit | 8   | Rit | Rit | 16  | Rit | 12    |
| 22 | Marino Sato             | 16              | 11                  | 8            | 17          | 14                                              | 11  | 17  | 19  | 15  | 10  | 17† | 8   | Rit | 15  | Rit | 16  | 9   | Rit | 15  | 15  | 12  | 15  | 19  | Rit | 11  | 11  | 19  | 15  | 6     |
| 23 | Calan Williams R        | 15              | 18†                 | 4            | 13          | 14                                              | 14  | 16  | 11  | 14  | 16  | 16† | 16  | 17  | 16  | 14  | 17  | 13  | 11  | 11  | 17  | 16  | 16  | 18  | 11  | 14  | Rit |     |     | 5     |
| 24 | Cem Bölükbaşı R         | 14              | 14                  | NP           | NP          |                                                 |     | 18  | 20  | 12  | 11  | 18† | Rit | 19  | 18  | 20  | Rit | 15  | Rit | 17  | 13  |     |     |     |     |     |     |     |     | 0     |
| 25 | Luca Ghiotto            |                 |                     |              |             |                                                 |     |     |     |     |     |     |     |     |     |     |     |     |     |     |     |     |     |     |     | 13  | Rit |     |     | 0     |
| 26 | Zane Maloney R          |                 |                     |              |             |                                                 |     |     |     |     |     |     |     |     |     |     |     |     |     |     |     |     |     |     |     |     |     | 15  | 16  | 0     |
| 27 | Juan Manuel Correa      |                 |                     |              |             |                                                 |     |     |     |     |     |     |     |     |     |     |     |     |     |     |     |     |     |     |     |     |     | 18  | 17  | 0     |
| 28 | Tatiana Calderón        |                 |                     |              |             |                                                 |     |     |     |     |     |     |     |     |     |     |     |     |     |     |     | 19  | 18  | Rit | Rit | Rit | NP  | 20  | 18  | 0     |
| 29 | Lirim Zendeli           |                 |                     |              |             |                                                 |     |     |     |     |     |     |     |     |     |     |     |     |     |     |     | 20  | 21  |     |     |     |     |     |     | 0     |
| Pos. | Pilota                  | SAK             | SAK                 | JED          | JED         | IMO                                             | IMO | CAT | CAT | MON | MON | BAK | BAK | SIL | SIL | RBR | RBR | PAU | PAU | HUN | HUN | SPA | SPA | ZAN | ZAN | MNZ | MNZ | YAS | YAS | Punti |
| \| Legenda \| 1º posto \| 2º posto \| 3º posto \| A punti \| Senza punti \| Grassetto=Pole position Corsivo=Giro più veloce \| \| Legenda \| Solo prove/Terzo pilota \| Non qualificato \| Ritirato/Non class. \| Squalificato \| Non partito \| Grassetto=Pole position Corsivo=Giro più veloce \| |                         |                 |                     |              |             |                                                 |     |     |     |     |     |     |     |     |     |     |     |     |     |     |     |     |     |     |     |     |     |     |     |       |
| Legenda | 1º posto                | 2º posto        | 3º posto            | A punti      | Senza punti | Grassetto=Pole position Corsivo=Giro più veloce |     |     |     |     |     |     |     |     |     |     |     |     |     |     |     |     |     |     |     |     |     |     |     |       |
| Legenda | Solo prove/Terzo pilota | Non qualificato | Ritirato/Non class. | Squalificato | Non partito | Grassetto=Pole position Corsivo=Giro più veloce |     |     |     |     |     |     |     |     |     |     |     |     |     |     |     |     |     |     |     |     |     |     |     |       |

### Classifica Squadre
| 1 | MP Motorsport           | 11              | Drugovich           | 5            | 6           | 3                                               | 1   | 5   | 10  | 1   | 1   | Rit | 1   | 5   | 3   | 5   | 4   | 4   | 11  | 3   | 4   | 4   | 9   | 4   | 2   | 10  | 1   | Rit | 6   | 3   | 2   | 305   |
| 1 | MP Motorsport           | 12              | Novalak             | 18           | Rit         | 11                                              | 14  | 19  | 4   | 14  | 5   | Rit | Rit | 14  | Rit | 13  | 13  | 15  | 17  | 17  | 8   | 20  | 12  | 17  | 9   | 2   | Rit | Rit | 8   | 14  | 12  | 305   |
| 2 | Carlin                  | 5               | Lawson              | 3            | 2           | 1                                               | Rit | 6   | Rit | 9   | 9   | 8   | Rit | 3   | 15  | 20  | 3   | Rit | 10  | 1   | 6   | 6   | 7   | 1   | 3   | 4   | 12  | 5   | 13  | 1   | 3   | 297   |
| 2 | Carlin                  | 6               | Sargeant            | 6            | 7           | Rit                                             | 12  | 8   | 7   | 3   | 4   | 10  | 9   | 6   | 2   | 7   | 1   | 7   | 1   | 8   | Rit | Rit | 10  | Rit | 5   | 8   | Rit | 4   | Rit | 6   | 5   | 297   |
| 3 | ART GP                  | 9               | Vesti               | 13           | Rit         | 12                                              | 18† | 7   | 6   | 7   | 3   | 11  | 14  | 1   | 7   | 6   | 5   | 12  | 14  | 5   | 3   | 5   | 4   | 15  | 11  | 11  | 15  | 2   | 2   | 11  | 11  | 281   |
| 3 | ART GP                  | 10              | Pourchaire          | Rit          | 1           | 13                                              | Rit | 10  | 1   | 5   | 8   | 6   | 2   | 7   | 11  | 4   | 2   | 2   | 13  | 7   | 2   | 9   | 1   | 6   | Rit | 20  | 9   | 17  | Rit | 9   | Rit | 281   |
| 4 | Prema                   | 1               | Hauger              | 9            | 19†         | 16                                              | 6   | 2   | Rit | 12  | 13  | 1   | 7   | Rit | 1   | 15  | Rit | 9   | 4   | 12  | 16  | Rit | 19  | 10  | 12  | 3   | 4   | 9   | 4   | 4   | 4   | 241   |
| 4 | Prema                   | 2               | Daruvala            | 2            | 12          | 7                                               | 3   | 3   | 9   | 4   | Rit | 2   | 8   | 2   | 4   | 8   | 7   | 11  | 12  | 2   | 7   | 17  | 11  | NP  | 20  | 16  | 10  | 3   | 1   | Rit | 13  | 241   |
| 5 | Hitech GP               | 7               | Armstrong           | Rit          | 5           | 18†                                             | 5   | 1   | 13  | 10  | 7   | 3   | 6   | 4   | 12  | 9   | 8   | 1   | Rit | 14  | Rit | 7   | 6   | 7   | 13  | 1   | 14  | 10  | 12  | 10  | 9   | 207   |
| 5 | Hitech GP               | 8               | Vips                | 7            | 3           | 2                                               | 10  | 15  | Rit | Rit | 17  | 5   | 3   | 13  | Rit | 12  | 6   | 5   | 8   | 11  | 12  | 2   | 5   | 11  | 8   | 5   | 7   | 1   | 10  | 12  | 8   | 207   |
| 6 | DAMS                    | 16              | Nissany             | 12           | 8           | 9                                               | 8   | 4   | Rit | 15  | 10  | 9   | Rit | 10  | Rit | 14  | Rit | 13  | 9   | 16  | 9   | 19  | 18  | 11  | 19  | 15  | 16  |     |     | 8   | 10  | 161   |
| 6 | DAMS                    | 16              | Ghiotto             |              |             |                                                 |     |     |     |     |     |     |     |     |     |     |     |     |     |     |     |     |     |     |     |     |     | 13  | Rit |     |     | 161   |
| 6 | DAMS                    | 17              | Iwasa               | 8            | 16          | 6                                               | 7   | 9   | 5   | 2   | 12  | 19  | Rit | 8   | 14  | 2   | 12  | 10  | 7   | 6   | 1   | 8   | 3   | 9   | 7   | 6   | 3   | 16  | SQ  | 13  | 1   | 161   |
| 7 | Virtuosi                | 3               | Doohan              | 10           | 10          | Rit                                             | 9   | 11  | Rit | 6   | 2   | 7   | 4   | 11  | 13  | 1   | 9   | 3   | 19  | 4   | 5   | 1   | Rit | 2   | 1   | 9   | Rit | 6   | Rit | 7   | Rit | 134   |
| 7 | Virtuosi                | 4               | Sato                | 16           | 11          | 8                                               | 17  | 16  | 11  | 17  | 19  | 15  | 10  | 17† | 8   | Rit | 15  | Rit | 16  | 9   | Rit | 15  | 15  | 12  | 15  | 17  | Rit | 11  | 11  | 19  | 15  | 134   |
| 8 | Charouz                 | 22              | Fittipaldi          | 11           | 13          | 10                                              | 11  | 12  | 2   | 8   | 6   | 4   | 5   | Rit | 6   | 3   | 11  | 8   | 2   | Rit | 10  | 3   | 2   | 13  | 10  | 13  | 5   | 12  | 3   | Rit | 14  | 130   |
| 8 | Charouz                 | 23              | Bölükbaşı           | 14           | 14          | NP                                              | NP  |     |     | 18  | 20  | 12  | 11  | 18† | Rit | 19  | 18  | Rit | Rit | 15  | Rit | 16  | 13  |     |     |     |     |     |     |     |     | 130   |
| 8 | Charouz                 | 23              | Beckmann            |              |             |                                                 |     | Rit | 8   |     |     |     |     |     |     |     |     |     |     |     |     |     |     |     |     |     |     |     |     |     |     | 130   |
| 8 | Charouz                 | 23              | Calderon            |              |             |                                                 |     |     |     |     |     |     |     |     |     |     |     |     |     |     |     |     |     | 19  | 18  | Rit | Rit | Rit | NP  | 20  | 18  | 130   |
| 9 | Trident                 | 20              | Verschoor           | 1            | Rit         | 5                                               | 2   | 13  | 15  | 11  | 18  | 13  | 12  | 20† | 5   | 10  | 14  | 6   | SQ  | Rit | 17† | 18  | 8   | 5   | 4   | 7   | 2   | 8   | 9   | 2   | 7   | 108   |
| 9 | Trident                 | 21              | Williams            | 15           | 18†         | 4                                               | 13  | 14  | 16  | 16  | 11  | 14  | Rit | 16† | 16  | 17  | 16  | 14  | 15  | 13  | 11  | 11  | 16  | 16  | 16  | 18  | 11  | 14  | Rit |     |     | 108   |
| 9 | Trident                 | 21              | Maloney             |              |             |                                                 |     |     |     |     |     |     |     |     |     |     |     |     |     |     |     |     |     |     |     |     |     |     |     | 15  | 16  | 108   |
| 10 | Van Amersfoort          | 24              | Hughes              | Rit          | 9           | SQ                                              | 4   | 18  | 12  | 20  | 16  | 18  | 13  | 9   | 10  | 11  | 10  | 16  | 5   |     |     |     |     |     |     |     |     |     |     |     |     | 73    |
| 10 | Van Amersfoort          | 24              | Beckmann            |              |             |                                                 |     |     |     |     |     |     |     |     |     |     |     |     |     | 10  | 14  | 12  | 14  | 8   | 6   | 14  | 13  | 7   | 5   |     |     | 73    |
| 10 | Van Amersfoort          | 24              | Correa              |              |             |                                                 |     |     |     |     |     |     |     |     |     |     |     |     |     |     |     |     |     |     |     |     |     |     |     | 18  | 17  | 73    |
| 10 | Van Amersfoort          | 25              | Cordeel             | 17           | 15          | Rit                                             | NP  | NP  | 17  | 19  | 15  | 17  | Rit | 13  | Rit |     |     | 18  | 18  | Rit | 15  | 13  | 17  | 18  | 17  | 12  | 6   | 15  | 7   | 5   | 6   | 73    |
| 10 | Van Amersfoort          | 25              | Beckmann            |              |             |                                                 |     |     |     |     |     |     |     |     |     | 16  | 19  |     |     |     |     |     |     |     |     |     |     |     |     |     |     | 73    |
| 11 | Campos                  | 14              | Caldwell            | 19†          | 17          | 14                                              | 16  | 17  | 14  | 13  | 14  | 16  | 15  | 19  | Rit | 18  | 17  | 17  | 6   | 18  | 13  | 10  | 20  | Rit | 8   |     |     | Rit | Rit | 16  | Rit | 67    |
| 11 | Campos                  | 14              | Zendeli             |              |             |                                                 |     |     |     |     |     |     |     |     |     |     |     |     |     |     |     |     |     |     |     | 20  | 21† |     |     |     |     | 67    |
| 11 | Campos                  | 15              | Boschung            | 4            | 4           | 15                                              | 15  | Rit | 3   | NP  | NP  | NP  | NP  | 15† | 9   | NP  | NP  |     |     |     |     |     |     | 3   | 14  | 17  | 17  | Rit | Rit | 17  | Rit | 67    |
| 11 | Campos                  | 15              | Merhi               |              |             |                                                 |     |     |     |     |     |     |     |     |     |     |     | 19  | 3   | Rit | Rit | 14  | 21† |     |     |     |     |     |     |     |     | 67    |
| Pos. | Squadra                 | N.              | Pilota              | SAK          | SAK         | JED                                             | JED | IMO | IMO | CAT | CAT | MON | MON | BAK | BAK | SIL | SIL | RBR | RBR | PAU | PAU | HUN | HUN | SPA | SPA | ZAN | ZAN | MNZ | MNZ | YAS | YAS | Punti |
| \| Legenda \| 1º posto \| 2º posto \| 3º posto \| A punti \| Senza punti \| Grassetto=Pole position Corsivo=Giro più veloce \| \| Legenda \| Solo prove/Terzo pilota \| Non qualificato \| Ritirato/Non class. \| Squalificato \| Non partito \| Grassetto=Pole position Corsivo=Giro più veloce \| |                         |                 |                     |              |             |                                                 |     |     |     |     |     |     |     |     |     |     |     |     |     |     |     |     |     |     |     |     |     |     |     |     |     |       |
| Legenda | 1º posto                | 2º posto        | 3º posto            | A punti      | Senza punti | Grassetto=Pole position Corsivo=Giro più veloce |     |     |     |     |     |     |     |     |     |     |     |     |     |     |     |     |     |     |     |     |     |     |     |     |     |       |
| Legenda | Solo prove/Terzo pilota | Non qualificato | Ritirato/Non class. | Squalificato | Non partito | Grassetto=Pole position Corsivo=Giro più veloce |     |     |     |     |     |     |     |     |     |     |     |     |     |     |     |     |     |     |     |     |     |     |     |     |     |       |